# Гамбит Ганштейна
Гамбит Ганштейна — разновидность принятого королевского гамбита в шахматах, начинающаяся ходами: 
 1. e2-e4 e7-e5 
 2. f2-f4 e5:f4 
 3. Кg1-f3 g7-g5 
 4. Сf1-c4 Сf8-g7 
 5. 0—0
Дебют назван по имени немецкого шахматиста XIX века Вильгельма Ганштейна, предложившего продолжение 5. 0—0.
Белые отказываются от прямолинейного подрыва пешечной структуры противника, стремясь в первую очередь завершить развитие и лишь потом приступить к активным действиям.

## Варианты
- 5. …h7-h6 6. d2-d4 d7-d6
  - 7. g2-g3 Cc8-h3 — чёрные получают удобную игру.
  - 7. c2-c3 — основная позиция гамбита.
    - 7. …Кg8-f6 — надёжный ход, позволяющий чёрным при точной игре преодолеть дебютные затруднения. В наше время почти не встречается.
    - 7. …Кg8-e7 — продолжение, позволяющее белым развить сильную инициативу.
    - 7. …Кb8-c6 — современная теория рассматривает данное продолжение как основное, позволяющее чёрным создать хорошую контригру. Белые в свою очередь должны начать активные действия на королевском фланге путём 8. g2-g3.
      - 8. … Сc8-h3! — ход Алапина[1]. Пользуясь тем, что позиция белого короля ослаблена, чёрные стремятся развить инициативу на королевском фланге.
      - 8. …g5-g4 9. Кf3-h4 f2-f3
        - 10. Фd1-b3 — с угрозой на b7 и f7.
        - 10. Кb1-d2 — ход Шпильмана: белые готовят активные действия по линии «f», отдавая в жертву одного из коней.

## Примерная партия
Петерс — Савелсберг, Варшава, 1938
1. e2-e4 e7-e5 2. f2-f4 e5:f4 3. Кg1-f3 g7-g5 4. Сf1-c4 Сf8-g7 5. 0—0 Кb8-c6 6. c2-c3 d7-d6 7. d2-d4 Сc8-g4? 8. Фd1-b3 Кc6-a5 9. Сc4:f7+ Крe8-f8 10. Фb3-b5 c7-c6? 11. Фb5:g5 Сg4:f3 12. Фg5:f4! Сg7-h6 13. Фf4:f3 1-0